# Soligny-la-Trappe
Soligny-la-Trappe è un comune francese di 748 abitanti situato nel dipartimento dell'Orne nella regione della Normandia.

## Monumenti e luoghi d'interesse
- Abbazia di Notre-Dame de la Trappe, già la casa madre dell'Ordine dei Cistercensi della Stretta Osservanza

## Società

### Evoluzione demografica
Abitanti censiti